# OR5T1
OR5T1 (англ. Olfactory receptor family 5 subfamily T member 1) – білок, який кодується однойменним геном, розташованим у людей на короткому плечі 11-ї хромосоми. Довжина поліпептидного ланцюга білка становить 326 амінокислот, а молекулярна маса — 36 885.
| 10         |  | 20         |  | 30         |  | 40         |  | 50         |
| ---------- |  | ---------- |  | ---------- |  | ---------- |  | ---------- |
| MSGLPSDMDL |  | YKLQLNNFTE |  | VTMFILISFT |  | EEFDVQVFLF |  | LLFLAIYLFT |
| LIGNLGLVVP |  | IIGDFWLHSP |  | MYYFLGVLSF |  | LDVCYSTVVT |  | PKMLVNFLAK |
| NKSISFLGCA |  | TQMFLACTFG |  | TTECFLLAAM |  | AYDRYVAIYN |  | PLLYSVSMSP |
| RVYVPLITAS |  | YVASILHATI |  | HTVATFSLSF |  | CGSNEIRHVF |  | CNMPPLLAIS |
| CSDTHVIQLL |  | FFYFVGSIEI |  | VTILIVLISY |  | GFILLAILKM |  | QSAEGRRKVF |
| STCGAHLTGV |  | TIYHGTILFM |  | YVRPSSSYTS |  | DNDMIVSIFY |  | TIVIPMLNPI |
| IYSLRNKDVK |  | EAIKRLLVRN |  | WFINKL     |  |            |  |            |

A: Аланін

C: Цистеїн

D: Аспарагінова кислота

E: Глутамінова кислота

F: Фенілаланін

G: Гліцин

H: Гістидин

I: Ізолейцин

K: Лізин

L: Лейцин

M: Метіонін

N: Аспарагін

P: Пролін

Q: Глутамін

R: Аргінін

S: Серин

T: Треонін

V: Валін

W: Триптофан

Кодований геном білок за функціями належить до рецепторів, g-білокспряжених рецепторів, білків внутрішньоклітинного сигналінгу. 
Локалізований у клітинній мембрані, мембрані.